# Negocio

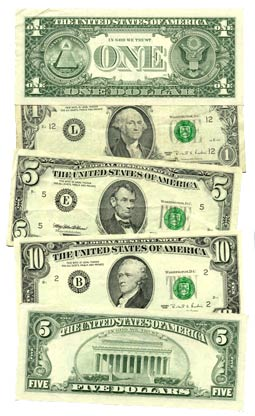
El dólar estadounidense, una de las monedas más utilizadas en el mundo.

Un negocio consiste en un método de formar u obtener dinero a cambio de productos, servicios, o cualquier actividad que se quiera desarrollar. Igualmente podemos utilizar la palabra negocio para referirnos a un establecimiento comercial, con el objetivo de satisfacer las necesidades de los compradores y beneficiándose a su vez a los vendedores, pongamos por ejemplo que una persona quiere emprender y tiene pasión por la cocina,  por lo cual decide rentar un local para poner vender comida, de esta forma podemos decir que tiene un negocio ya que esta ofreciendo un servicio para poder generar ganancias.
Asimismo podemos realizar negocios en Internet el cual consiste en realizar las actividades de producción y ventas a través de Internet. Este tipo de negocio tiene como ventana de cara al público una página web que se utiliza para mostrar los productos o servicios que están a la venta; frecuentemente estas páginas permiten hacer transacciones con tarjetas de crédito.
En síntesis, todo negocio consiste en una transacción mediante la cual dos o más partes intercambian bienes y servicios por un precio determinado o determinable. El intercambio de un bien o servicio por otro se denomina trueque. Desde un punto de vista jurídico, todo negocio se formaliza a través de un contrato, siendo el de compraventa el negocio jurídico por excelencia.
Tener un nombre comercial no separa a la entidad comercial del propietario, lo que significa que el propietario de la empresa es responsable de las deudas contraídas por la empresa. Si la empresa adquiere deudas, los acreedores pueden ir a por las posesiones personales del propietario. El sistema fiscal de las empresas es diferente del de las sociedades anónimas. La estructura empresarial no permite aplicar tipos impositivos a las sociedades. El propietario tributa personalmente por todos los ingresos de la empresa.
El término también se utiliza a menudo coloquialmente (pero no por abogados o funcionarios públicos) para referirse a una empresa, como una corporación o cooperativa.
A diferencia de las sociedades unipersonales y las sociedades colectivas, las sociedades anónimas son entidades jurídicas independientes que ofrecen una responsabilidad limitada a sus propietarios/socios y están sujetas al impuesto de sociedades. La constitución de una sociedad anónima es más complicada y costosa, pero ofrece más protección y ventajas a sus propietarios/socios.

## Etimología de la palabra negocio
El término negocio deriva de las palabras latinas nec y otium, es decir, lo que no es ocio. Para los romanos, otium era lo que se hacía en el tiempo libre, sin ninguna recompensa; entonces negocio para ellos era lo que se hacía por dinero.  Es una ocupación lucrativa que cuando tiene un cierto volumen, estabilidad u organización se denomina empresa. También es la consecuencia de la correcta administración de los recursos con un resultado económicamente positivo para las partes.
Por la extensión, la palabra se hizo sinónima "de una empresa individual comercial" (tan recientemente como el siglo XVIII) y tomaba también a veces el sentido "del nexo de actividades comerciales" o "de los representantes de la actividad comercial". 
Específicamente, negocio puede referirse a entidades individuales de la economía. En algunas jurisdicciones legales, tales entidades son reguladas por la ley para conducir las operaciones a favor de empresarios. Un negocio industrial puede ser referido también como una industria.

## Formas
Las formas de propiedad de los negocios varían según la jurisdicción, pero existen varias entidades comunes:
- Un negocio o empresa unipersonal, también conocida como comerciante individual, es propiedad de una sola persona y opera para su beneficio. El propietario opera el negocio solo y puede contratar empleados. Un empresario individual tiene responsabilidad jurídica ilimitada para todas las obligaciones contraídas por el negocio, ya sean de costos operacionales o juicios contra el negocio. Todos los activos de la empresa pertenecen a un propietario único, incluyendo, por ejemplo, una infraestructura informática, cualquier inventario, fabricación de equipos, o artículos, así como cualquier propiedad inmobiliaria propiedad del propietario único.
- Una sociedad colectiva es una empresa propiedad de dos o más personas. En la mayoría de las formas de asociación, cada socio tiene responsabilidad ilimitada por las deudas contraídas por la empresa. Los tres tipos más frecuentes de sociedades con ánimo de lucro son sociedad colectiva, sociedad comanditaria y sociedad de responsabilidad limitada.[5]
- Los propietarios de una Sociedad Anónima tienen responsabilidad limitada y la empresa tiene una personalidad jurídica independiente de sus propietarios. Las sociedades anónimas pueden ser de propiedad estatal o de propiedad privada, y pueden organizarse con fines lucrativos o como organizaciones sin ánimo de lucro. Una empresa privada con ánimo de lucro es propiedad de sus accionistas, que eligen un consejo de administración para dirigir la empresa y contratar a su personal directivo. Una empresa privada con ánimo de lucro puede ser una propiedad privada de un pequeño grupo de personas, o una propiedad pública, con acciones cotizadas en los mercados internacionales.
- Una cooperativa es una empresa de responsabilidad limitada que puede organizarse con o sin ánimo de lucro. Una cooperativa se diferencia de una sociedad anónima en que tiene socios, no accionistas, y éstos comparten la autoridad para tomar decisiones. Las cooperativas suelen clasificarse en cooperativas de consumidores o cooperativas de trabajadores. Las cooperativas son fundamentales para la ideología de la democracia económica.
- Sociedades de responsabilidad limitada (SRL) y otros tipos específicos de organización empresarial protegen a sus propietarios o accionistas del fracaso empresarial al hacer negocios bajo una entidad legal separada con ciertas protecciones legales. En cambio, una sociedad colectiva o las personas que trabajan por su cuenta no suelen estar tan protegidas.[6]
- Una franquicia es un sistema en el que los empresarios compran a una corporación mayor los derechos para abrir y dirigir un negocio.[7] La franquicia en Estados Unidos está muy extendida y es un importante motor económico. Uno de cada doce negocios minoristas en Estados Unidos son franquicias y 8 millones de personas están empleadas en un negocio franquiciado.[8]
- Sociedad privada limitada por garantía se utiliza comúnmente cuando las empresas se forman para fines no comerciales, como clubes o instituciones benéficas. Los socios garantizan el pago de determinadas cantidades (normalmente nominales) si la sociedad entra en liquidación insolvente, pero por lo demás, no tienen derechos económicos en relación con la sociedad. Este tipo de sociedad es común en Inglaterra. Una sociedad limitada por garantía puede ser tener o carecer de capital social.
- Una sociedad privada limitada por acciones es la forma más común de sociedad utilizada para las empresas comerciales. En concreto, una sociedad limitada es una "sociedad en la que la responsabilidad de cada accionista se limita a la cantidad invertida individualmente", siendo las sociedades anónimas el ejemplo más común de sociedad limitada[9] Este tipo de sociedad es común en Inglaterra y en muchos países de habla inglesa. Una sociedad limitada por acciones puede ser
  - empresa que cotiza en bolsa o una
  - empresa privada.
- Una sociedad limitada por garantías con capital social es una entidad híbrida, que suele utilizarse cuando la sociedad se constituye con fines no comerciales, pero las actividades de la sociedad están financiadas en parte por inversores que esperan un rendimiento. Este tipo de sociedad ya no puede constituirse en el Reino Unido, aunque la ley sigue contemplando su existencia.
- Una sociedad de responsabilidad ilimitada con o sin capital social es una entidad híbrida, una sociedad en la que la responsabilidad de los socios o accionistas por las deudas (si las hubiere) de la sociedad no está limitada. En este caso, no se aplica la doctrina del velo de incorporación.

Los tipos de sociedades menos comunes son:
- La mayoría de las corporaciones por cartas patentes son corporaciones sole y no sociedades como el término se entiende comúnmente hoy en día.
- Corporaciones por decreto real eran los únicos tipos de sociedades antes de la aprobación de la legislación moderna sobre sociedades. Ahora son relativamente raras, excepto las empresas muy antiguas que aún sobreviven (de las que todavía hay muchas, en particular muchos bancos británicos), o las sociedades modernas que cumplen una función casi reguladora (por ejemplo, el Banco de Inglaterra es una sociedad formada por una carta moderna).
- Compañías estatutarias son ciertas sociedades que se han formado mediante un estatuto privado aprobado en la jurisdicción pertinente, y son relativamente raras hoy en día.[10]

En el lenguaje jurídico, los propietarios de una empresa suelen denominarse "socios". En una sociedad anónima o comanditaria por acciones (constituida con un capital social), serán los accionistas. En una sociedad limitada por garantía, serán los garantes. Algunas jurisdicciones offshore han creado formas especiales de sociedad offshore en un intento de atraer negocios para sus jurisdicciones. Ejemplos incluyen "segregated portfolio companies" y compañías de propósito restringido.
Sin embargo, existen muchísimas subcategorías de tipos de sociedades que pueden constituirse en diversas jurisdicciones del mundo.
Las sociedades también se distinguen a veces en sociedades públicas y sociedades privadas a efectos legales y normativos. Las sociedades anónimas son empresas cuyas acciones pueden negociarse públicamente, a menudo (aunque no siempre) en una bolsa de valores que impone listing/Normas de cotización en cuanto a las acciones emitidas, la negociación de acciones y una futura emisión de acciones para ayudar a reforzar la reputación de la bolsa o mercado de valores concreto. Las empresas privadas no tienen acciones que coticen en bolsa, y a menudo contienen restricciones a la transferencia de acciones. En algunas jurisdicciones, las empresas privadas tienen un número máximo de accionistas.
Una empresa matriz es una empresa que posee suficientes acciones con derecho a voto en otra empresa como para controlar la gestión y las operaciones influyendo en su consejo de administración o eligiéndolo; la segunda empresa se considera filial de la empresa matriz. La definición de empresa matriz difiere según la jurisdicción, y normalmente se define mediante las leyes que regulan las empresas en esa jurisdicción.

## Clasificaciones
- Agricultura, como la domesticación de peces, animales y ganado, así como madera, petróleo, hortalizas, frutas, etc.
- Minería: empresas que extraen recursos naturales y materias primas, como madera, petróleo, gas natural, metales o minerales.
- Empresas de servicios: Ofrecen bienes o servicios intangibles y suelen cobrar por la mano de obra u otros servicios prestados al gobierno, a consumidores o a otras empresas. Los decoradores de interiores, esteticistas, peluqueros, maquilladores, salones de bronceado, lavanderías, tintorerías y controladores de plagas son empresas de servicios.
  - Las empresas de servicios financieros incluyen bancos, agencias de valores, cooperativas de crédito, tarjetas de crédito, compañías de seguros, activos y compañías de inversión como compañías de capital privado, fondo de capital privados, fondo de inversión inmobiliarias, fondo soberanos, fondo de pensiones, fondo de inversiones, fondo de índices, fondo de coberturas, bolsa de valores, y otras empresas que generan beneficios mediante la inversión y gestión de capital.
  - Empresas de transportación como ferrocarriles, líneas aéreas y compañías de transporte entregan mercancías y particulares a sus destinos a cambio de una tarifa.
  - Servicios públicos producen servicios públicos como agua, electricidad, gestión de residuos o tratamiento de aguas residuales. Estas industrias suelen estar a cargo de una gobierno público.
- Entretenimiento, Agencias de medios de comunicación de masas generan beneficios principalmente de la venta de propiedad intelectual. Incluyen estudios de cines y  productoras, empresas de medios de comunicación de masas como televisión por cable, agencias de medios digitales en línea, agencias de talentos, medios de comunicación móviles, periódicos, libros y  editoras de revistas.
  - Deporte Las organizaciones se dedican a producir, facilitar, promover u organizar cualquier actividad, experiencia o empresa comercial centrada en el deporte. Obtienen sus beneficios mediante la venta de bienes y servicios relacionados con el deporte.
- Los fabricantes industriales producen productos, ya sea a partir de materia prima o de partes componentes, y luego exportan los productos terminados a un beneficio. Incluyen bienes tangibles como coches, autobuses, dispositivos médicos, vidrio, o aeronaves.
- Las empresas inmobiliarias venden, invierten, construyen y desarrollan propiedades, incluidos terrenos, viviendas residenciales y otros edificios.
- Los minoristas, mayoristas y distribuidores actúan como intermediarios y hacen llegar los bienes producidos por los fabricantes a los consumidores previstos. La mayoría de las tiendas y empresas de venta por catálogo son distribuidores o minoristas.

## Actividades

### Contabilidad
La contabilidad es la medición, procesamiento y comunicación de información financiera sobre entidades económicas como empresas y corporación. El campo moderno fue establecido por el matemático italiano Luca Pacioli en 1494.  La contabilidad, que se ha denominado el "lenguaje de los negocios", mide los resultados de las actividades económicas de una organización y transmite esta información a una variedad de usuarios, incluyendo inversores, acreedores, gestión y reguladores. Los profesionales de la contabilidad se conocen como contables. Los términos "contabilidad" e "información financiera" se utilizan a menudo como sinónimos.

### Comercio
El proceso de intercambio de bienes y servicios.

### Finanzas
Las finanzas son un campo que se ocupa del estudio del dinero y las inversiones. Incluye la dinámica de activo financiero y pasivos financieros a lo largo del tiempo en condiciones de diferentes grados de incertidumbre y riesgo.
En el contexto de los negocios y la gestión, las finanzas se ocupan de los problemas de garantizar que la empresa pueda llevar a cabo de forma segura y rentable sus objetivos operativos y financieros; es decir, que: (1) tenga suficiente flujo de caja para los gastos operativos en curso y futuros, y (2) pueda hacer frente tanto a los reembolsos de la deuda a corto plazo, como a los pagos programados de la deuda a largo plazo.
Las finanzas también se ocupan del objetivo a largo plazo de maximizar el valor de la empresa, equilibrando al mismo tiempo el riesgo y la rentabilidad; esto incluye las cuestiones interrelacionadas de (1) inversión de capital, en qué empresas y proyectos invertir; (2) estructura de capital, decidir la combinación de financiación que se utilizará; y (3) política de dividendos, qué hacer con el capital "excedente".

### Recursos humanos
Los recursos humanos pueden definirse como la división de la empresa que se encarga de encontrar, seleccionar, reclutar y formar a los candidatos a un puesto de trabajo. Los recursos humanos, o RR.HH, son cruciales para que todas las empresas tengan éxito, ya que ayudan a las empresas a adaptarse a un entorno empresarial en rápida evolución y a la creciente demanda de empleo.